# Scuola di San Vettor e Santa Margarita
La schola de San Vettor e Santa Margarita abritait une école de dévotion et de charité sise au campo San Margarita, 3429-3430 dans le sestiere de Dorsoduro.

## Historique
Par partie pris le 24 mars 1377, le Maggior Consiglio concède aux confrères de la scuola de Saint-Vettor et Santa Margarita de commencer les travaux pour la construction de la scuola près du clocher de l'église Santa Margarita, occupant l'espace libre à côté de l'aile droite. Alors que le travail progresse, le Conseil des Dix accepte en 1408 que la schola englobe dans la zone aussi la partie de la terre jusqu'au campanile, initialement exclu de la convention, mais qui permettra d'éviter une callesela aveugle, dans laquelle des déchets finiraient par s'accumuler.
En 1440, à la veille de nouvelles rénovations, le banc de la Schola conclut des accords avec le Chapitre de l'église : le siège sera transformé, agrandi et même élevé, mais en prenant soin de ne pas enlever la lumière de l'église. Au centre de la nouvelle façade se trouvera une grande niche avec la statue de Santa Margarita, les fenêtres ornées de frises. 
En 1477, une résiliation (décret administratif) de la Giustizia Vecchia oblige tous les barcaroli de la schola du traghetto de Santa Margarita à s'inscrire obligatoirement dans cette schola.
En 1688, le sovegno du même nom est établi et ils sont fixés aux règles de gestion: le benintrada (frais d'entrée), les frais mensuels, l'offre payable au décès de chaque messe pour Confrère. L'assistance médicale et les congés de maladie ne sont disponibles que six mois après l'inscription. Pour les frais funéraires, il est reconnu une contribution aux héritiers, variable si l'enterrement aurait lieu sous l'arche de la scola.
En 1691, l'église Santa Margarita a été entièrement rénové et le chapitre note qu'il y a suffisamment d'espace pour la Sacristie: la vente est soumise à la zone de scuola nécessaire (une chambre au rez de chaussée et un au-dessus) en échange de l'autel du Christ (placé à côté de l'autel principal) et en 1696, également une pièce placée au-dessus de l'autel de l'Annonciation. 
Cependant, en 1710 la schola est en difficulté n'ayant pas assez d'espace pour stocker leurs affaires. Elle demande donc au chapitre le retour du Soler de San Vettor, local au-dessus de l'autel de l'Annonciation. Les étages ci-dessous restent d'usage commun, tandis que les réunions du chapitre de la Schola ont lieu dans l'église. En mars 1710, le chapitre général de la Schola discuta de la résiliation par laquelle l'union du sovegno à la schola avait été approuvée ; fusion qui sera finalement formalisée en 1711, de sorte que les deniers de la schola, en difficulté économique, ne devraient pas être dispersés. En 1722, la schola de San Vettor est officiellement érigée.  Vers la fin du XVIIIe siècle, la fortune de la schola séculaire et du sovegno de San Vettor et Santa Margarita tire à sa fin. Le 7 mars 1769, les provéditeurs initient sa suppression. Le sovegno est abrogé le premier au 31 août 1781. Pour la schola, l'inventaire des actifs existants est dressé le 2 septembre de la même année.
La suppression fut finalement prononcée le 27 septembre 1781 et, par la disposition des provéditeurs, tous les biens de la schola furent placés sous la garde de la scuola del Rosario.